# ATP de Gijón
O ATP de Gijón – ou Watergen Gijón Open, atualmente – é um torneio de tênis profissional masculino, de categoria ATP 250.
Realizado em Gijón, no noroeste da Espanha, estreou em 2022. Os jogos são disputados em quadras duras cobertas durante o mês de outubro.
Estava confirmado em 2024, mas foi cancelado poucas semanas antes de sua realização, por questões logísticas. Foi substituído por Belgrado, que obteve licença de pelo menos dois anos no calendário de elite.

## Finais

### Simples
| Ano                           | Campeão       | Vice-campeão    | Resultado |
| ----------------------------- | ------------- | --------------- | --------- |
| Torneio não realizado em 2023 |               |                 |           |
| 2022                          | Andrey Rublev | Sebastian Korda | 6–2, 6–3  |

### Duplas
| Ano                           | Campeões                       | Vice-campeões                     | Resultado          |
| ----------------------------- | ------------------------------ | --------------------------------- | ------------------ |
| Torneio não realizado em 2023 |                                |                                   |                    |
| 2022                          | Máximo González Andrés Molteni | Nathaniel Lammons Jackson Withrow | 66–7, 7–64, [10–5] |